# Ral·li del Marroc (ral·li raid)
|  | No s'ha de confondre amb Ral·li del Marroc. |

El Ral·li del Marroc (oficialment en francès, Rallye Maroc) és una prova de ral·li raid que es disputa anualment al Marroc des del 2000. Es corre a la tardor i l'organitza l'empresa francesa NPO.

## Ral·li de l'Atles
Entre 1982 i 1998, es disputà a la serralada de l'Atles marroquina el Ral·li de l'Atles (Rallye de l'Atlas en francès), una prova oberta a automòbils i a motocicletes que fou l'antecessora directa de l'actual Ral·li del Marroc. Els seus guanyadors més destacats varen ser aquests:
- Automòbil:
  - 1982:[a] Jean-Pierre Kurrer i el periodista Jean-Luc Roy (amb un Portaro 230 PV -motor Volvo)[1][2]
  - 1983, 1984, 1990, 1991 i 1994: Pierre Lartigue (Range Rover, després Lada, després Mitsubishi, i finalment Citroën ZX Rallye-raid amb Michel Périn de copilot)
  - 1988, 1995 i 1997: Ari Vatanen (Peugeot 405 Turbo 16 (1 - copilot Bruno Berglund), després Citroën ZX Rallye-raid (2 - copilots Fabrizia Pons i després Fred Gallagher)
- Motocicleta:
  - 1983 i 1984: Serge Bacou
  - 1986, 1987 i 1989: Gilles Lalay
  - 1990: Stéphane Peterhansel
  - 1994, 1995 i 1996: Andrea Mayer (millor motociclista femenina)
  - 1996: Heinz Kinigadner (KTM)
  - 1997 i 1998: Richard Sainct

## Llista de guanyadors
Font:
A 1 de gener de 2025
| Any  | Cotxes                | Cotxes                | Cotxes                | Motos                 | Motos                 |
| Any  | Pilot                 | Copilot               | Constructor           | Pilot                 | Constructor           |
| ---- | --------------------- | --------------------- | --------------------- | --------------------- | --------------------- |
| 2000 | Jean-Louis Schlesser  | Henri Magne           | Buggy Schlesser       | Cyril Despres         | Honda                 |
| 2001 | Jean-Louis Schlesser  | Henri Magne           | Buggy Schlesser       | Richard Sainct        | KTM                   |
| 2002 | Jean-Louis Schlesser  | Henri Magne           | Buggy Schlesser       | Richard Sainct        | KTM                   |
| 2003 | Giniel de Villiers    | Tina Thörner          | Nissan                | Cyril Despres         | KTM                   |
| 2004 | Stéphane Peterhansel  | Jean-Paul Cottret     | Mitsubishi            | Isidre Esteve         | KTM                   |
| 2005 | Bruno Saby            | Michel Périn          | Volkswagen            | Isidre Esteve         | KTM                   |
| 2006 | Giniel de Villiers    | Dirk Von Zitzewitz    | Volkswagen            | Marc Coma             | KTM                   |
| 2007 | Giniel de Villiers    | Dirk Von Zitzewitz    | Volkswagen            | Ruben Faria           | KTM                   |
| 2008 | Jean-Louis Schlesser  | Arnaud Debron         | Buggy Schlesser       | David Frétigné        | Yamaha                |
| 2009 | Stéphane Peterhansel  | Jean-Paul Cottret     | BMW X-Raid            | Marc Coma             | KTM                   |
| 2010 | Stéphane Peterhansel  | Jean-Paul Cottret     | BMW X-Raid            | Cyril Despres         | KTM                   |
| 2011 | Bernhard ten Brinke   | Matthieu Baumel       | Mitsubishi            | Helder Rodrigues      | Yamaha                |
| 2012 | Éric Vigouroux        | Alexandre Winocq      | Chevrolet             | Cyril Despres         | KTM                   |
| 2013 | Orlando Terranova     | Paulo Fuiza           | Mini All 4 Racing     | Paulo Gonçalves       | Honda                 |
| 2014 | Nasser Al-Attiyah     | Matthieu Baumel       | Mini All4 Racing      | Marc Coma             | KTM                   |
| 2015 | Nasser Al-Attiyah     | Matthieu Baumel       | Mini All Racing       | Sam Sunderland        | KTM                   |
| 2016 | Nasser Al-Attiyah     | Matthieu Baumel       | Toyota Hilux          | Toby Price            | KTM                   |
| 2017 | Nasser Al-Attiyah     | Matthieu Baumel       | Toyota Hilux          | Matthias Walkner      | KTM                   |
| 2018 | Nasser Al-Attiyah     | Matthieu Baumel       | Toyota Hilux          | Toby Price            | KTM                   |
| 2019 | Giniel de Villiers    | Àlex Haro             | Toyota Hilux          | Andrew Short          | Husqvarna             |
| 2020 | Cancel·lat (COVID-19) | Cancel·lat (COVID-19) | Cancel·lat (COVID-19) | Cancel·lat (COVID-19) | Cancel·lat (COVID-19) |
| 2021 | Nasser Al-Attiyah     | Matthieu Baumel       | Toyota Hilux          | Pablo Quintanilla     | Honda                 |
| 2022 | Guerlain Chicherit    | Alex Winocq           | Prodrive Hunter       | Skyler Howes          | Husqvarna             |
| 2023 | Yazeed Al-Rajhi       | Timo Gottschalk       | Toyota Hilux          | Toby Price            | KTM                   |
| 2024 | Nasser Al-Attiyah     | Édouard Boulanger     | Dacia Sandrider       | Daniel Sanders        | KTM                   |